# NGC 880
NGC 880 est une lointaine et vaste galaxie spirale située dans la constellation de la Baleine. NGC 880 a été découverte par l'astronome américain Francis Leavenworth en 1886.

## Caractéristiques
Sa vitesse par rapport au fond diffus cosmologique est de 12 199 ± 48 km/s, ce qui correspond à une distance de Hubble de 180 ± 13 Mpc (∼587 millions d'al).
NGC 880 renferme des régions d'hydrogène ionisé. 
Selon la base de données Simbad, NGC 880 est une galaxie à noyau actif.